# Moravské Prusy
Moravské Prusy (deutsch Mährisch Pruß, 1940–45 Mährisch Preußen) ist ein Ortsteil der Gemeinde Prusy-Boškůvky in Tschechien. Er liegt fünf Kilometer südöstlich von Vyškov und gehört zum Okres Vyškov.

## Geographie
Moravské Prusy befindet sich am nordwestlichen Fuße der Litenčické vrchy. Das Dorf liegt rechtsseitig über dem Tal des Baches Pruský potok, der nördlich im Teich Pruský rybník gestaut wird. Gegen Norden fließt die Haná. Rechtsseitig des Flusses führt die Autobahn 1 vorbei, die nächste Abfahrt 230/1 liegt bei Vyškov. Südlich erhebt sich die Lysá hora (361 m), im Südwesten der Holý kopec (Kahle Berg, 374 m) und westlich die Kopaniny (356 m).
Nachbarorte sind Heroltice und Trpinka im Norden, Rybníček, Medlovice und Boškůvky im Nordosten, Moravské Málkovice im Osten, Orlovice und Zdravá Voda im Südosten, Staré Hvězdlice, Pavlovice und Vážany im Süden, Hlubočany, Terešov und Zouvalka im Südwesten, Luleč und Nouzka im Westen sowie Brňany, Křečkovice und Topolany im Nordwesten.

## Geschichte

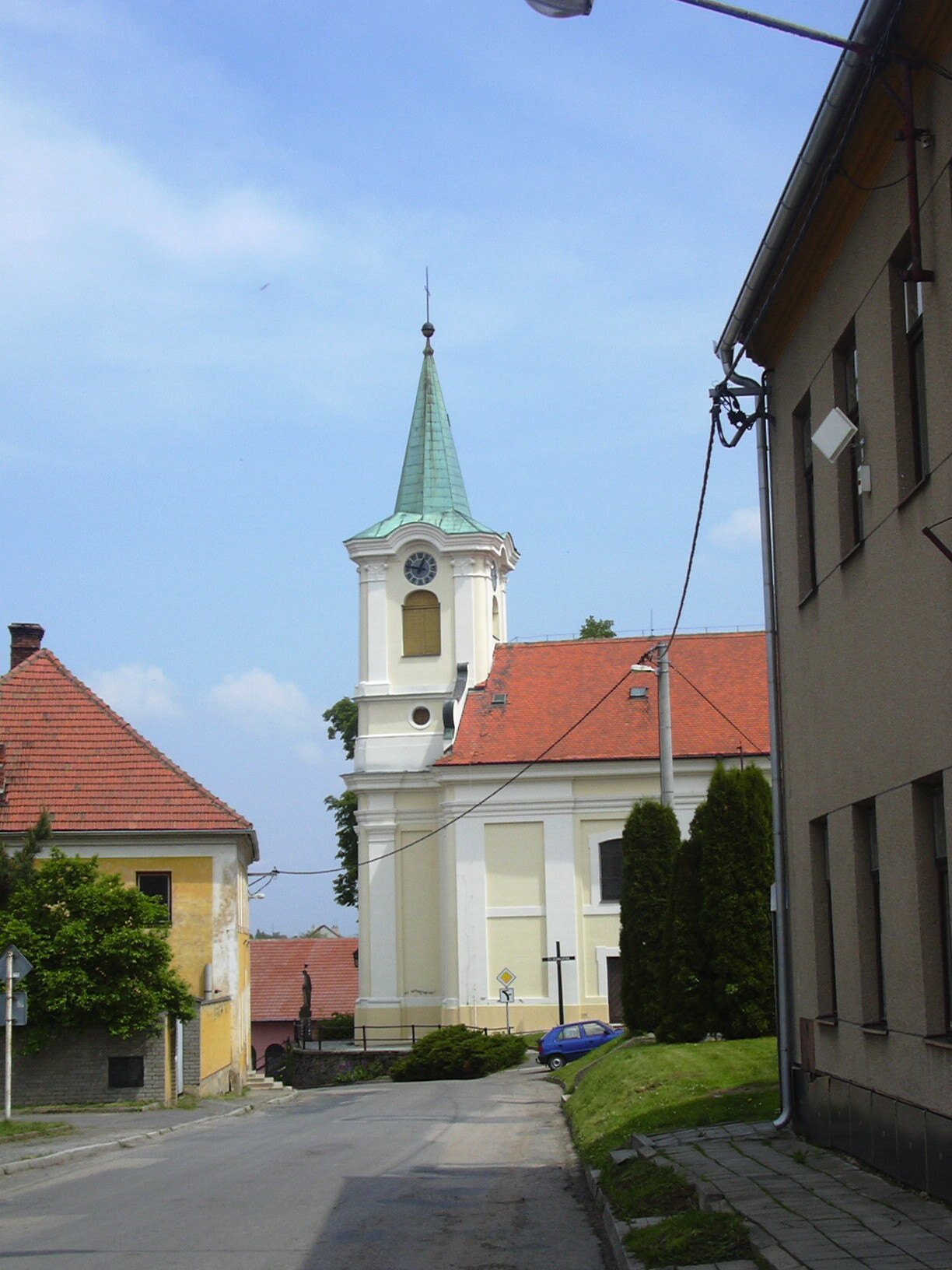
Kirche des hl. Georg

Nach der Ortschronik soll in Moravské Prusy bereits seit 1052 ein Herrensitz bestanden haben. In weiteren unbestätigten Quellen wird für 1131 und 1269 ein niederes Adelsgeschlecht Martin von Prusy als Besitzer der Güter genannt. Die erste gesicherte Erwähnung des Dorfes erfolgte im Jahre 1349 in der Landtafel, als Nedvídek von Voděrady als Besitzer eines Teils der Ländereien im Prusiech mit dem Hof und der Mühle genannt wurde. Der Name des früher von größeren Teichen umgebenen Dorfes leitet sich, wie bei allen mährischen Dörfern mit dem Namen Prusy und Prusinovice sowie dem böhmischen Koněprusy nicht von prußischen Siedlern, sondern von einer Viehschwemme ab. Besitzer des größten Anteils waren ab 1368 die Brüder Jakub Konček, Janek, Ctibor und Janáč von Prusy. Nach Gregor Wolnys Kirchlicher Topographie von Mähren stiftete Myslibor von Radovestice, der seit 1384 einen kleinen Teil der Güter hielt, zusammen mit Jakub Konček Schwiegersohn Vojtěch von Meilitz als Besitzer des anderen Anteils 1391 einen Fonds, aus dessen Mitteln der neue, dem hl. Georg geweihte Hauptaltar der Kirche errichtet wurde. Zugleich wurde auch der Pfarrer Radolt, ein Bruder Myslibors von Radovestice, erwähnt. Besitzer des größten Teils der Güter waren seit dem Beginn des 15. Jahrhunderts die Vladiken von Meilitz. Unter den Herren von Maynusch wurde der Ort 1465 erstmals als Prusy M bezeichnet. Die erste Erwähnung der steinernen Feste erfolgte 1491 als Besitz des Znata von Meilitz und Prusy. Zwischen 1510 und 1516 besaß Wilhelm II. von Pernstein die Güter. Da die Feste im Güterverzeichnis von 1548 nicht mehr aufgeführt wurde, ging sie möglicherweise schon zu Zeiten der Pernsteiner unter, als wüst wurde sie 1591 aufgeführt. Im Jahre 1631 erwarb Leo Wilhelm von Kaunitz beide Dörfer und schlug sie seiner Herrschaft Austerlitz zu. Die Kirche und das Pfarrhaus brannten im Jahre 1700 nieder. Aus den drei geschmolzenen Glocken ließ der Pfarrer Martinus Sobek im selben Jahre die neue St.-Georgs-Glocke gießen. 1733 wurde die neue Kirche geweiht. Zwischen dem 23. November und 11. Dezember 1831 starben in Moravské Prusy während einer Choleraepidemie 32 Einwohner. Diese wurden zusammen mit den Choleraopfern aus Boškůvky und Vážany auf dem Feld Lesíček hinter der Schule in Gemeinschaftsgräbern bestattet. Später entstand am Platz des Cholerafriedhofes der neue Friedhof der Pfarre. 1874 legte ein Großfeuer Teile des Dorfes in Schutt und Asche. Bis zur Mitte des 19. Jahrhunderts blieb das Dorf immer nach Austerlitz untertänig. Moravské Prusy war Pfarr- und Schulort für Boškůvky, Vážany und Zouvalka.
Nach der Aufhebung der Patrimonialherrschaften bildete Moravské Prusy ab 1850 mit dem Ortsteil Tlustomacek bzw. Zouvalka eine Gemeinde in der Bezirkshauptmannschaft Wischau. 1891 bildete sich die Freiwillige Feuerwehr. 1893 lebten in den 90 Häusern von Moravské Prusy und sieben Häusern von Zouvalka insgesamt 540 Personen. Diese waren durchweg tschechischsprachige Katholiken. Im Jahre 1960 wurde Zouvalka nach Vyškov umgemeindet. 1964 erfolgte der Zusammenschluss mit Boškůvky zur Gemeinde Prusy-Boškůvky. 1991 wurden in Moravské Prusy 522 Einwohner gezählt. Beim Zensus von 2001 lebten in den 201 Wohnhäusern von Moravské Prusy 532 Menschen. Alle Einrichtungen der gemeindlichen Infrastruktur, wie Gemeindeamt, Post, Kirche, Grundschule, Kindergarten, Laden, Sportplatz und Spielplatz befinden sich im Ortsteil Moravské Prusy.

## Sehenswürdigkeiten
- Kirche des hl. Georg, erbaut 1733 nach Plänen von Domenico Martinelli anstelle eines im Jahre 1700 niedergebrannten Vorgängerbaus
- wüste Feste Moravské Prusy, auf einem Hügel südlich des Dorfes; sie entstand wahrscheinlich um 1400 und erlosch in der Mitte des 16. Jahrhunderts. Im Jahre 1591 wurde sie als wüst bezeichnet.
- Reste der Burg Orlov, südöstlich des Dorfes. Die Anlage entstand wahrscheinlich in der ersten Hälfte des 9. Jahrhunderts. Vor 1200 erfolgte der Ausbau der Burg zu einem repräsentativen Sitz der Johanniterkommende Orlow. Die Burg wurde zu Beginn der Hussitenkriege zerstört.
- Naturdenkmal Zouvalka, südwestlich des Ortes

## Söhne und Töchter der Gemeinde
- Adolf Gajdoš (1884–1966), Schriftsteller